# Amsterdamsche Football Club Ajax 1989-1990
Questa voce raccoglie le informazioni riguardanti l'Amsterdamsche Football Club Ajax nelle competizioni ufficiali della stagione 1989-1990.

## Stagione
In questa stagione la panchina viene nuovamente affidata Leo Beenhakker, che l'aveva già occupata all'inizio del decennio.
È però tragica la partecipazione alla Coppa UEFA: nel ritorno del primo turno giocato allo Stadion De Meer il portiere dell'Austria Vienna, Franz Wohlfahrt, viene colpito da una sbarra di ferro lanciata dagli spalti. Il club viene punito con il 3-0 a tavolino e con la squalifica dalle competizioni europee nella prossima stagione.
Per il resto l'Ajax arriva in semifinale nella KNVB beker, dove viene battuto dal PSV poi vincitore. In campionato però, a differenza di quanto accaduto nelle quattro edizioni precedenti, stavolta è la squadra di Eindhoven a finire dietro ai Lancieri, che possono così tornare a festeggiare un titolo, il ventitreesimo, a distanza di cinque anni dall'ultimo.

## Organigramma societario
Fonte
Area direttiva
- Presidente:  Michael van Praag.

Area tecnica
- Allenatore:  Leo Beenhakker
- Allenatore in seconda: Bobby Harms,   Louis van Gaal.

## Rosa
Fonte
| N. |                        | Ruolo | Calciatore      |
| -- | ---------------------- | ----- | --------------- |
|    | Paesi Bassi (bandiera) | P     | Stanley Menzo   |
|    | Paesi Bassi (bandiera) | P     | Sjaak Storm     |
|    | Paesi Bassi (bandiera) | D     | Danny Blind     |
|    | Paesi Bassi (bandiera) | D     | Frank de Boer   |
|    | Paesi Bassi (bandiera) | D     | Danny Hesp      |
|    | Paesi Bassi (bandiera) | D     | Michel Kreek    |
|    | Svezia (bandiera)      | D     | Peter Larsson   |
|    | Paesi Bassi (bandiera) | D     | Sonny Silooy    |
|    | Paesi Bassi (bandiera) | D     | Dennis van Wijk |
|    | Paesi Bassi (bandiera) | D     | Marc Verkuijl   |
|    | Paesi Bassi (bandiera) | C     | Ronald de Boer  |
|    | Paesi Bassi (bandiera) | C     | Wim Jonk        |

| N. |                        | Ruolo | Calciatore        |
| -- | ---------------------- | ----- | ----------------- |
|    | Belgio (bandiera)      | C     | Danny Muller      |
|    | Paesi Bassi (bandiera) | C     | Erik Regtop       |
|    | Paesi Bassi (bandiera) | C     | Marciano Vink     |
|    | Paesi Bassi (bandiera) | C     | Aron Winter       |
|    | Paesi Bassi (bandiera) | C     | Richard Witschge  |
|    | Paesi Bassi (bandiera) | C     | Jan Wouters       |
|    | Paesi Bassi (bandiera) | A     | Dennis Bergkamp   |
|    | Ungheria (bandiera)    | A     | Pál Fischer       |
|    | Svezia (bandiera)      | A     | Stefan Pettersson |
|    | Paesi Bassi (bandiera) | A     | Bryan Roy         |
|    | Paesi Bassi (bandiera) | A     | John van 't Schip |
|    | Paesi Bassi (bandiera) | A     | Ron Willems       |

## Statistiche

### Statistiche di squadra
| Competizione | Punti | Totale | Totale | Totale | Totale | Totale | Totale |
| Competizione | Punti | G      | V      | N      | P      | Gf     | Gs     |
| ------------ | ----- | ------ | ------ | ------ | ------ | ------ | ------ |
| Eredivisie   | 49    | 34     | 19     | 11     | 4      | 67     | 23     |
| KNVB beker   | -     | 4      | 3      | 0      | 1      | 9      | 2      |
| Coppa UEFA   | -     | 2      | 0      | 0      | 2      | 1      | 2      |
| Totale       |       | 40     | 22     | 11     | 7      | 77     | 27     |

### Statistiche individuali
- Talento dell'anno
  - Richard Witschge